# Macrocypraea
Macrocypraea là một chi ốc biển, là động vật thân mềm chân bụng sống ở biển trong họ Cypraeidae, họ ốc sứ

## Các loài
Các loài thuộc chi Macrocypraea bao gồm:
- Macrocypraea cervus (Linnaeus, 1771)[2]
- Macrocypraea zebra (Linnaeus, 1758)[3]